# カサギマナブ
カサギマナブ（本名：傘木学）はミスゴブリンの元リーダー、ギタリスト、音楽家。「マーボー」の愛称で知られる。

## 来歴
長野県出身。高校時代はバンド活動に明け暮れる。和光大学在学中に劇団『アコカ』の結成に参加し、2000年まで劇中音楽の製作を担当する。女優として出演していたヴォーカリストのミワと出会う。1998年、ミワと共にミスゴブリンの前身バンドである『Miss Goblin』を結成し、ライブ活動を開始。MUSIC CHARENGER LABELより3枚のシングルをリリース。2003年に正木鋼志が加入。2004年、プロデューサーに高浪敬太郎を迎え、ミスゴブリン「ミスゴブリンのおとみさん」でキングレコードよりメジャー・デビュー。2007年2月7日、公式サイトにてカサギと正木が脱退を表明。

## ディスコグラフィー
- Miss Goblin
  - 「フォーエバー・ヤング」（2001年）コンピレーション
  - 「儚きロマンス」（2001年）
  - 「窓辺に花を」（2002年）
  - 「海の光」（2002年）
- ミスゴブリン
  - 「ミスゴブリンのおとみさん」（2004年）
  - 「全日本エンタメ系アーティストファイルVol.5」（2006年）コンピレーション

| スタブアイコン | サブスタブ | この項目は、まだ閲覧者の調べものの参照としては役立たない、音楽関係者（バンド等）に関連した書きかけの項目です。この項目を加筆・訂正などしてくださる協力者を求めています（P:音楽/PJ:芸能人）。 |